# Scott Reynolds (hokej na ledu)
Scott Reynolds (Kerrobert, Saskatchewan, 17. ožujka 1981.) kanadski je profesionalni hokejaš na ledu. Igra na poziciji napadača. Igrao je i za KHL Medveščak u EBEL-u

## Karijera
Tijekom studentskih dana igrao je na sveučilištu Merchurst College NCAA ligu od 2002. do 2006. Godine 2006. potpisuje profesionalni ugovor s momčadi Cincinnati Cyclones u čijim je redovima ostao do 2008. S Cyclonesima je osvojio i EHCL ligu, tj. Kellys Cup u sezoni 2007./08.
U talijanski HC Fassa dolazi u sezoni 2008./09., no odmah sezonu iza (2009./10.) ponovno se vraća u Cincinnati Cyclonese s kojim ponovno osvaja Kellys Cup pri čemu je u 70 odigranih utakmica zabilježio 23 gola i 33 asistencije. 31. svibnja 2010. Reynolds je kao novo pojačanje potpisao za Medveščak u EBEL-u. Međutim, nije zadovoljio očekivanja kluba te mu je ugovor raskinut prije početka sezone.

## Vanjske poveznice
- Profil na The Internet Hockey Database